# Game master
Il game master (altresì chiamato GM, gamemaster, gamemanager, arbitro, master, o in alcuni popolari sistemi di gioco dungeon master o DM) è una persona che agisce come organizzatore, come riferimento per le domande relative alle regole, come arbitro e come moderatore di un gioco di ruolo o di un videogioco multigiocatore.

## Caratteristiche
È presente soprattutto nei giochi cooperativi, dove gli altri giocatori collaborano, ed è meno frequente nei giochi di competizione, dove i partecipanti combattono tra di loro.
Le attività di un game master in un tradizionale gioco di ruolo sono tessere una storia che coinvolga tutti i personaggi giocanti degli altri partecipanti, controllare che non si verifichino scorrettezze all'interno del gioco, creare ambienti dove i giocatori possano interagire e risolvere qualsiasi eventuale problema sorga tra questi. Il ruolo principale del game master è lo stesso in quasi tutti i tradizionali giochi di ruolo, anche se il regolamento è diverso per ognuno di essi e rende gli specifici doveri del proprio game master unici per quel sistema.
Il ruolo di un game master in un gioco in rete è far rispettare le regole del gioco e fornire aiuto a tutti i partecipanti. Inoltre, a differenza dei game master nei tradizionali giochi di ruolo, i game master dei giochi in rete in alcuni casi vengono pagati come dipendenti.

## Il Game Master nei giochi di ruolo
Nei giochi di ruolo, il game master è colui che durante lo svolgersi del gioco è chiamato a gestire tutti quei fattori, come personaggi ed eventi, che non sono direttamente determinati dai giocatori che interpretano i personaggi giocanti (PG). È altresì colui che decide, con l'ausilio di dadi multifacce o con il suo arbitrio, il successo o il fallimento delle azioni dei personaggi, ed è il creatore del mondo in cui è ambientato il gioco.
È probabilmente il ruolo più oneroso da rivestire all'interno di un gruppo di giocatori di ruolo (detto anche party).

### Prima di una partita
I compiti di un game master cominciano ben prima e finiscono ben dopo la durata della partita stessa. È lui infatti che deve pianificare il susseguirsi della trama, tenendo conto che i giocatori potrebbero decidere di muoversi in una zona da lui non considerata o comportarsi in una maniera che lui non si aspettava. Deve quindi creare una trama "a ventaglio", che si possa sviluppare in diversi modi a seconda dello sviluppo degli eventi. Ciò comporta già in partenza che una buona fetta del lavoro da lui svolto non sarà utilizzata se non in un secondo momento. Inoltre, deve preparare le schede e le caratteristiche dei personaggi con cui i PG entreranno in contatto. Non è raro che un game master disegni personalmente questi personaggi per poi presentarli in maniera più efficace.

### Durante una partita
Nel corso di una partita, il game master descrive il paesaggio e gli ambienti in cui i personaggi si muovono, disegna le mappe dei territori, decide le condizioni meteorologiche, gestisce l'avanzamento del tempo. Il suo compito principale però è la gestione e interpretazione dei personaggi non giocanti (PNG), ovvero tutte quelle figure che fanno parte della storia ma che non sono interpretate da alcun giocatore; maggiore è la bravura del game master a interpretare tali personaggi, maggiore sarà il divertimento dei giocatori nell'interagire con essi. Inoltre cerca di alternare e sfaccettare il più possibile la gamma emotiva vissuta dai personaggi. Ad esempio, in un gioco di ruolo fantasy di ambientazione medioevale (come Dungeons & Dragons giocato nell'ambientazione Greyhawk) può risultare noioso e poco coinvolgente un gameplay tutto incentrato sui combattimenti, mentre una serata in una taverna o una divertente avventura per una giovane contadina possono alleggerire la trama e donarle una frizzantezza molto più godibile.
Capita spesso che situazioni particolari generino contrasti sull'interpretazione di una regola; in questo caso, il game master è il giudice ultimo del regolamento, solitamente descritto all'interno di un "manuale del giocatore". Laddove vi sia una lacuna o un errore nel manuale, è suo compito usare il buon senso per gestire la situazione.

### Dopo una partita
Al termine di ogni partita, il game master stabilisce l'attribuzione di eventuali punti esperienza guadagnati dai giocatori. Nel fare ciò tiene conto dell'interpretazione dei giocatori, del successo o dell'insuccesso delle azioni dei loro personaggi, premiando l'originalità nel risolvere alcune situazioni ed eventualmente punendo le situazioni di metagioco, ovverosia quei casi in cui è palese che il giocatore fa agire il personaggio non in virtù di ciò che succede nel gioco ma in base a calcoli estranei ad esso; ad esempio, il giocatore ha sbirciato su un foglio del game master e ha visto che il drago d'oro millenario che hanno davanti in realtà ha paura dei topi, e quindi ne va a cercare uno, oppure "cerco delle porte segrete perché il game master non ci avrebbe mai messo dentro una stanza bloccata senza un modo per uscire".